# امکان معرفتی
امکان معرفتی (انگلیسی: epistemic possibility)، امکان معرفت از منظر ابن سینا بر مبنای ارتباط واقع گرایانه میان معلوم بالذات و معلوم بالعرض، با برقراری رابطه ماهوی میان آنها تصویر می‌گردد.

## ابن سینا
از جمله تلاش‌های ابن سینا در خصوص امکان حصول معرفت برای آدمی، ترسیم فرایند شناخت و مراحل آن است.
امکان معرفت از منظر ابن سینا بر مبنای ارتباط واقع گرایانه میان معلوم بالذات و معلوم بالعرض با برقراری رابطه ماهوی میان آنها تصویر می‌گردد.
وی با دو وجهی دانستن معنای حقیقت، حقیقت به معنای مطابقت صورت ذهنی با متعلق شناسایی را می‌پذیرد، اما با این فرض که در مطالعه متعلق شناخت، تمام وجوه معرفتی آن به ذهن منتقل گردد، مخالفت می‌ورزد و این به دلیل محدودیت‌های منابع شناختی در پوشش حقیقت و گزارش آن به دستگاه ادراکی انسان است.

## امکان و چیستی معرفت
در میان مباحث معرفت‌شناسی معاصر، دو مسئله امکان معرفت و چیستی آن، از جمله مباحث مهم به‌شمار می‌آیند. فیلسوفان حکمت متعالیه و فیلسوفان دکارتی، هر دو به امکان معرفت حقیقی اذعان دارند. همچنین آنها معرفت حقیقی را تعریف، و آن را به اقسام متفاوتی تقسیم می‌کنند. شکاکیت، تقسیم علم به حصولی و حضوری، سخن از تصور و تصدیق و اقسام آن و استفاده ایشان از منطق و به ویژه بحث قیاس و مباحث پیرامون آن، به منزله روش رسیدن به معرفت، از دیگر مباحث مهم در مقایسه معرفت‌شناسی این دو گروه در باب مسئله امکان و چیستی معرفت است.

## دو طریق مطالعه امکان معرفتی
برخی در تلاشند که امکان معرفتی را از طریق جامعه ای که موقعیت معرفتی آن به لحاظ کیفی معادل موقعیت معرفتی جامعه مورد مطالعه است تبیین کنند.
برخی نیز سعی کرده‌اند مفهوم «امکان معرفت» را با مفهوم پیشینی مرتبط کنند. از نظر آنها، یک وضعیت، ممکن معرفتی است اگر نتوان آن را به صورت پیشینی کنار گذاشت، یعنی اگر نقیض آن وضعیت را نتوانیم بدون رجوع به تجربه، بسازیم.